# San Marino i olympiska vinterspelen 2014
San Marino deltog med två deltagare vid de olympiska vinterspelen 2014 i Sotji. Ingen av landets deltagare erövrade någon medalj.

## Alpin skidåkning
- Vincenzo Michelotti
- Federica Silva